# Alfréd Jánský
Alfréd Jánský (31. května 1914, Olomouc, Rakousko-Uhersko - 11. listopadu 2015 Prostějov) byl poslední žijící Čech, který přežil věznění a mučení v koncentračním táboře Osvětim. Za války přežil věznění ve čtyřech táborech. Postupně Dachau, Buchenwald, Natzweiler a nakonec i Osvětim. Po osvobození Osvětimi se zúčastnil bojů na Slovensku. Byl vyznamenán medailí za chrabrost.